# Renesans lubelski

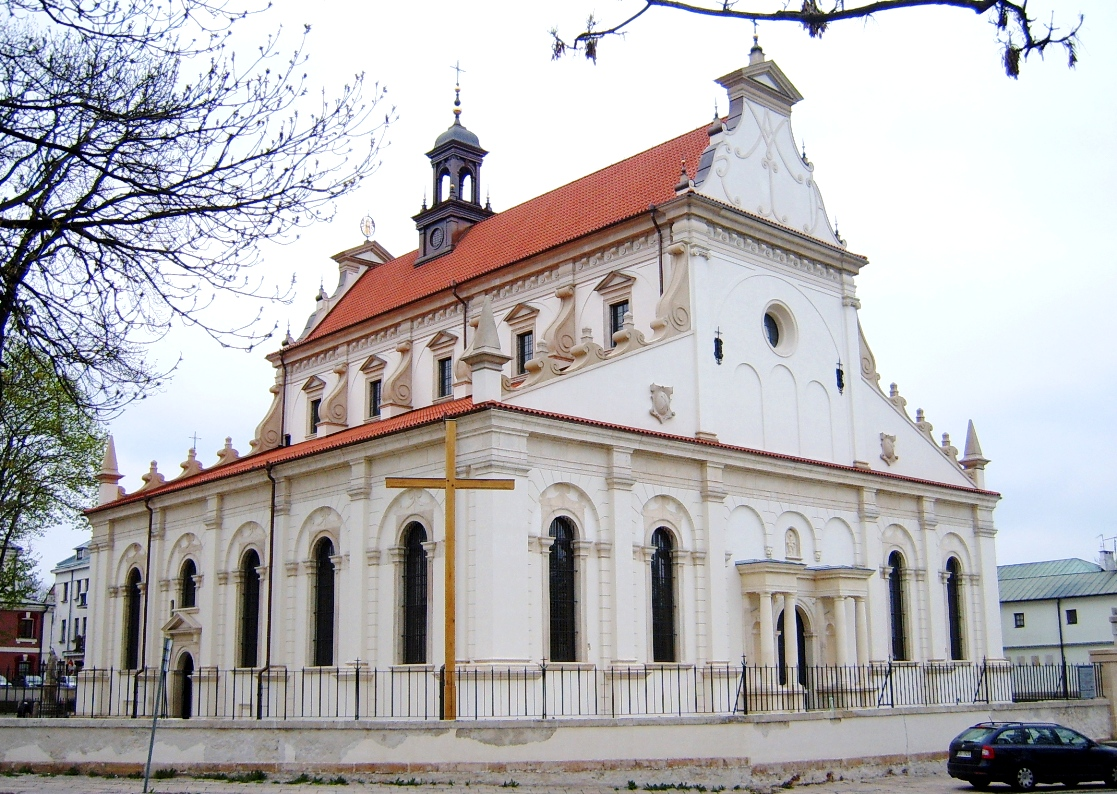
Kolegiata w Zamościu

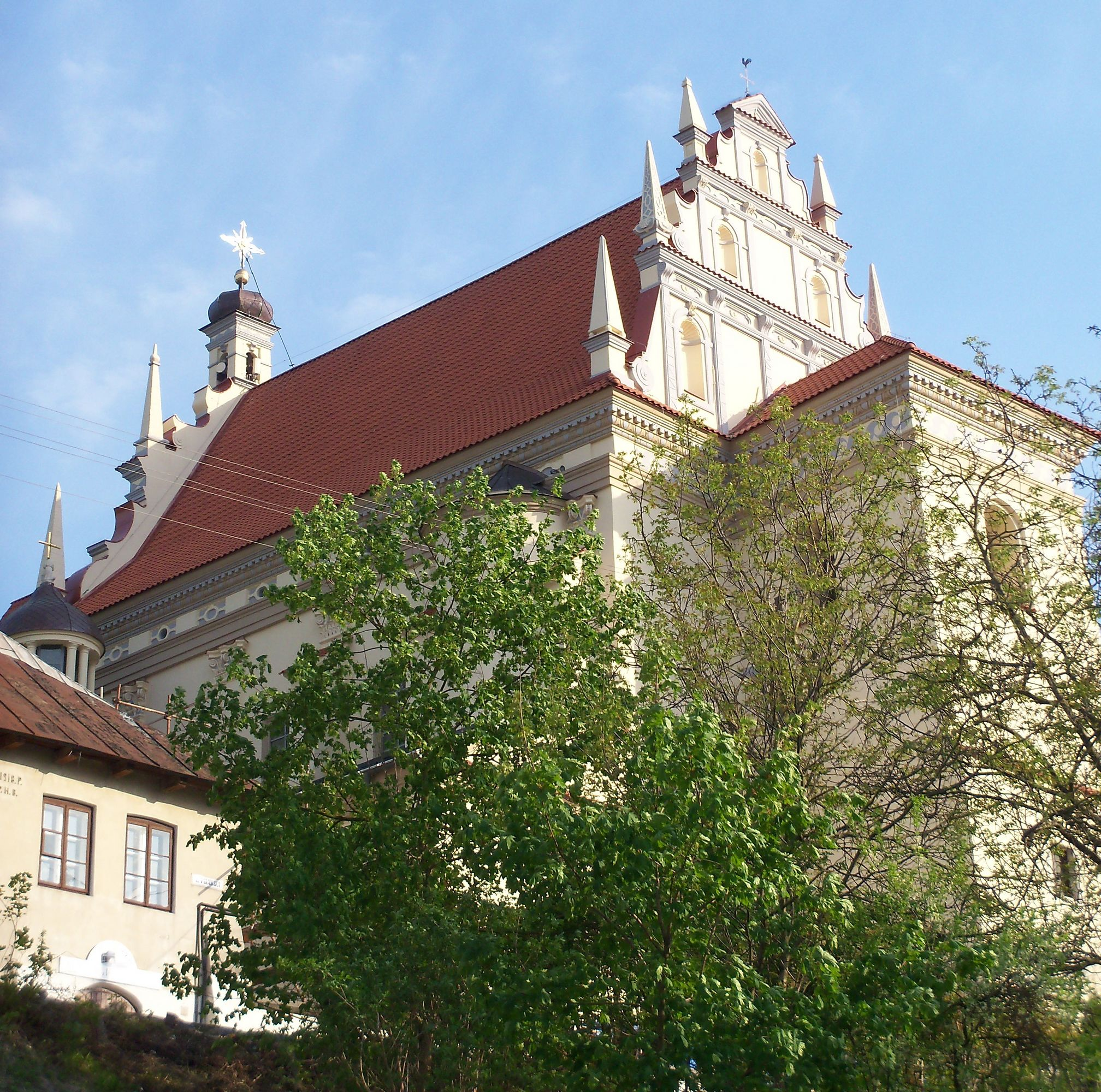
Fara w Kazimierzu Dolnym

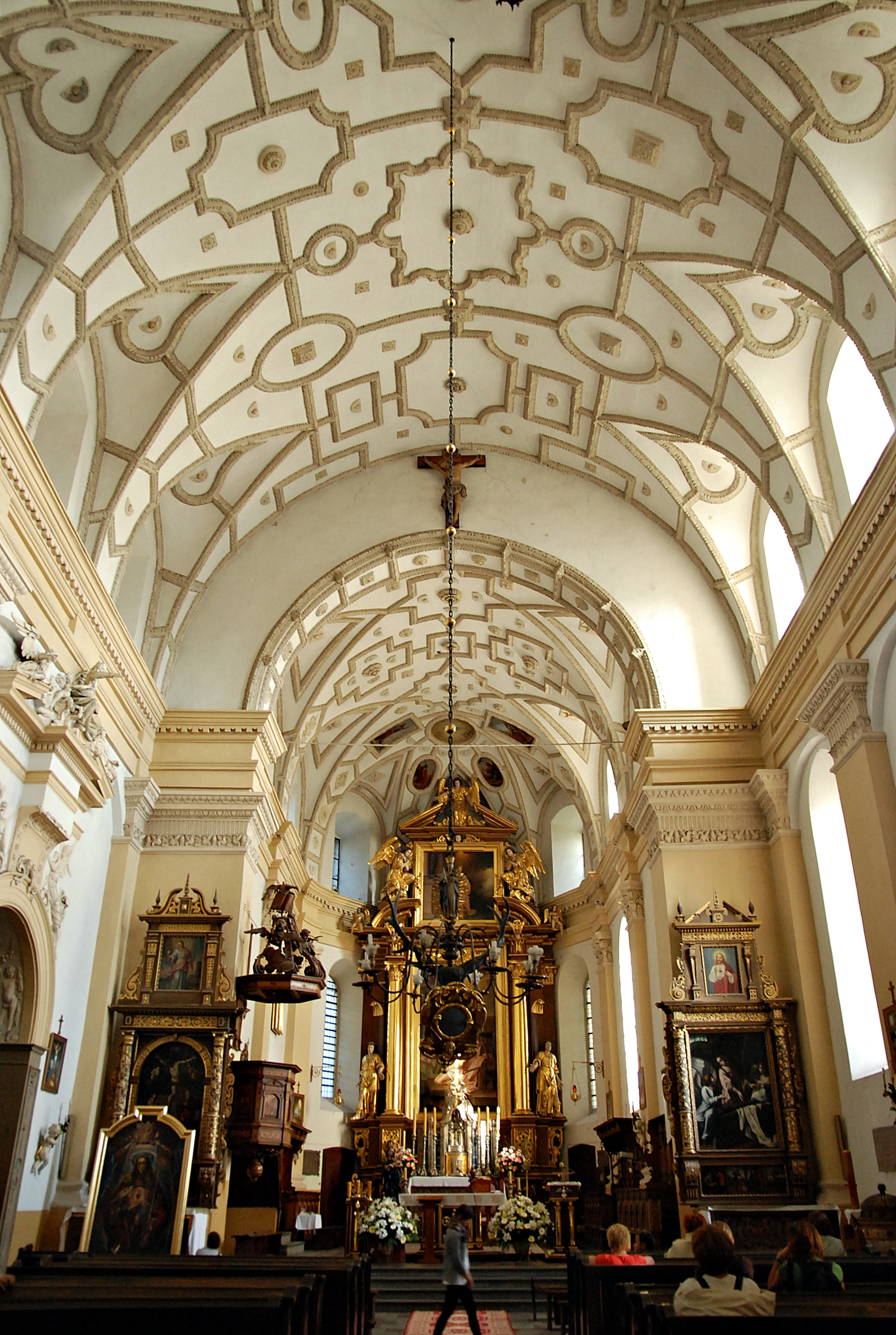
Fara w Kazimierzu Dolnym

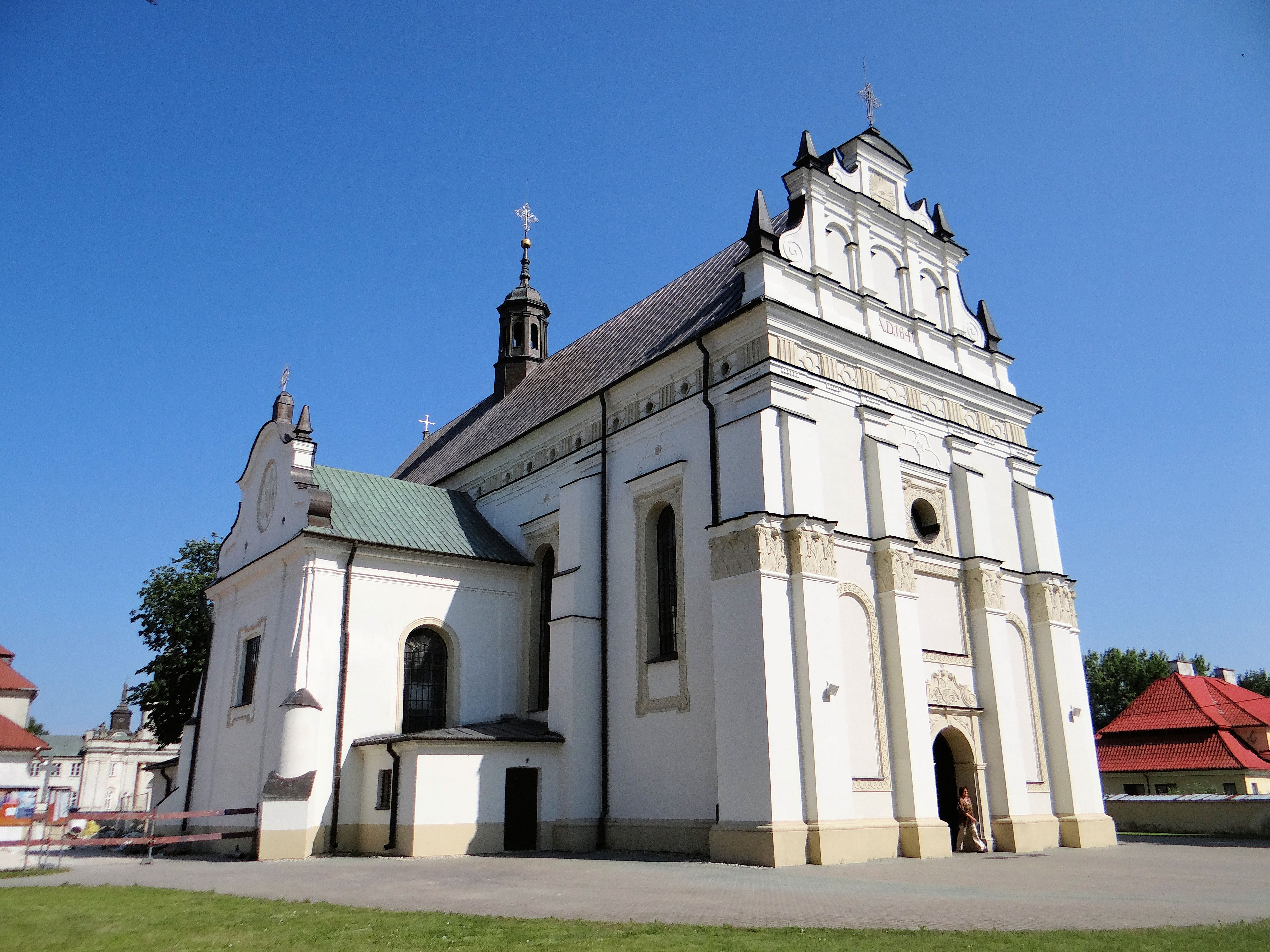
Kościół w Radzyniu Podlaskim

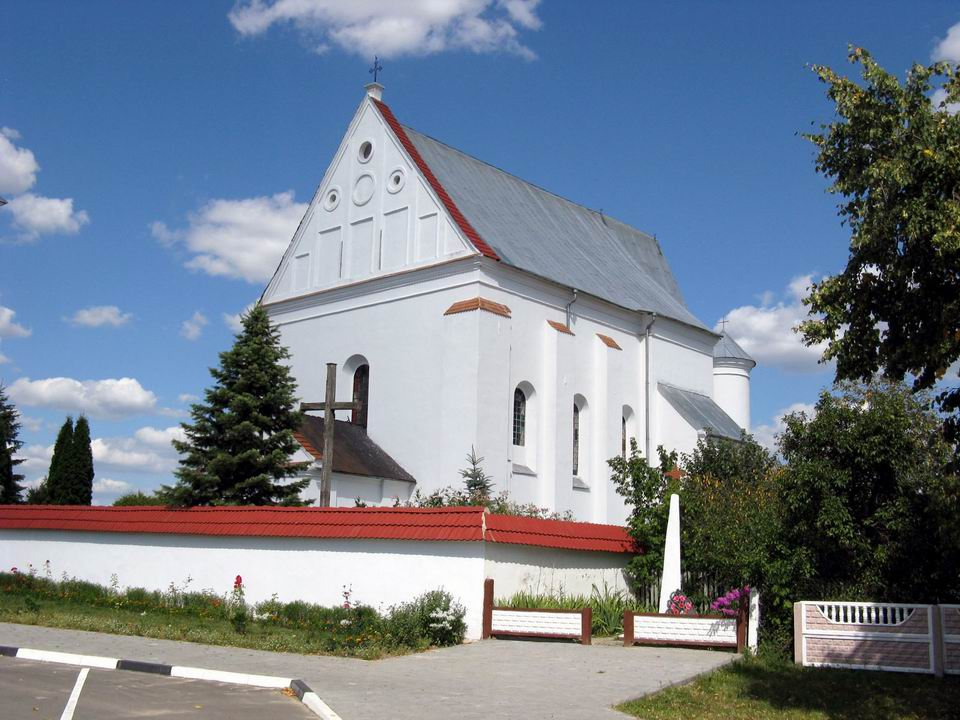
Kościół w Czernawczycach

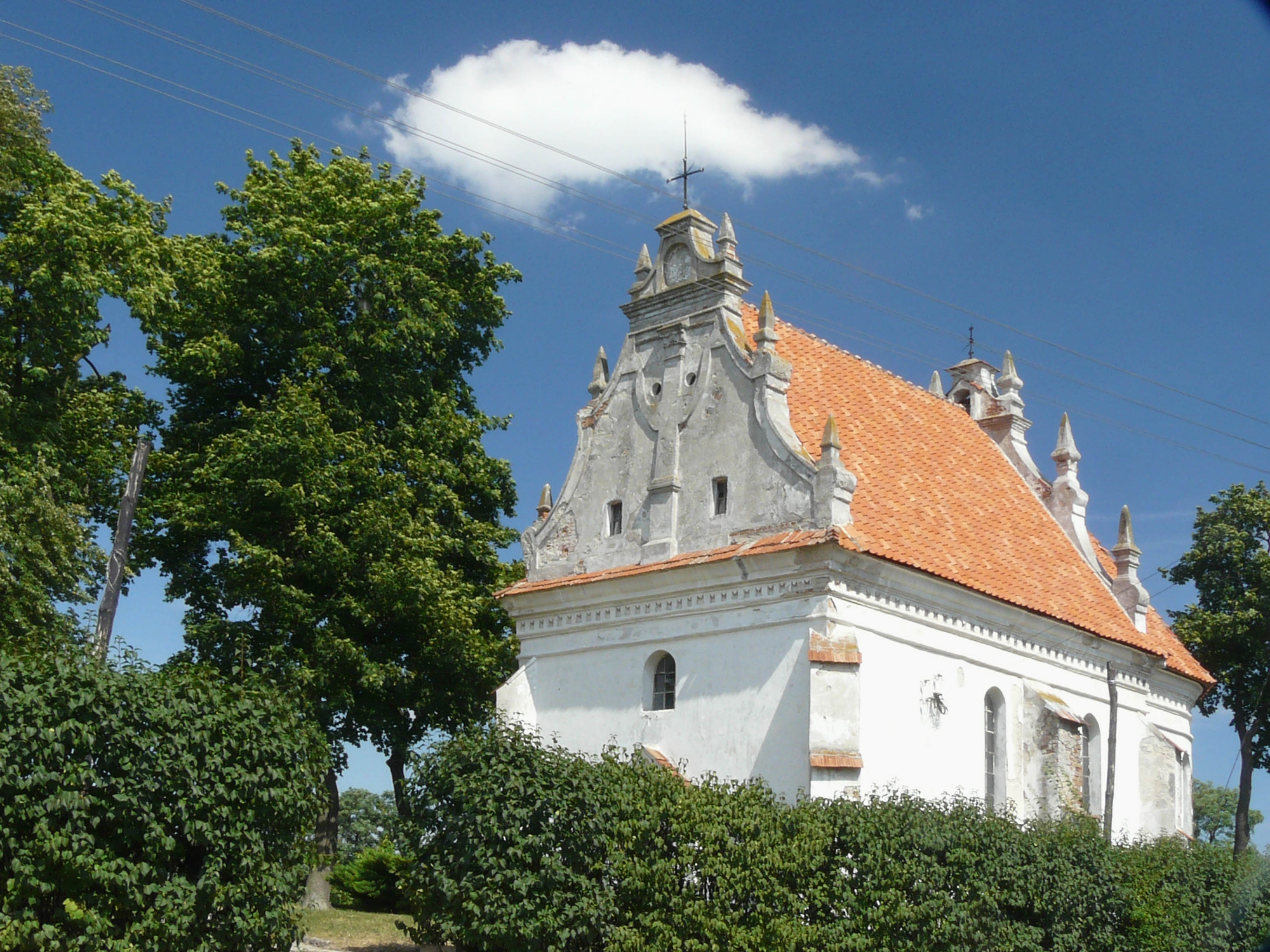
Kościół św. Anny w Końskowoli

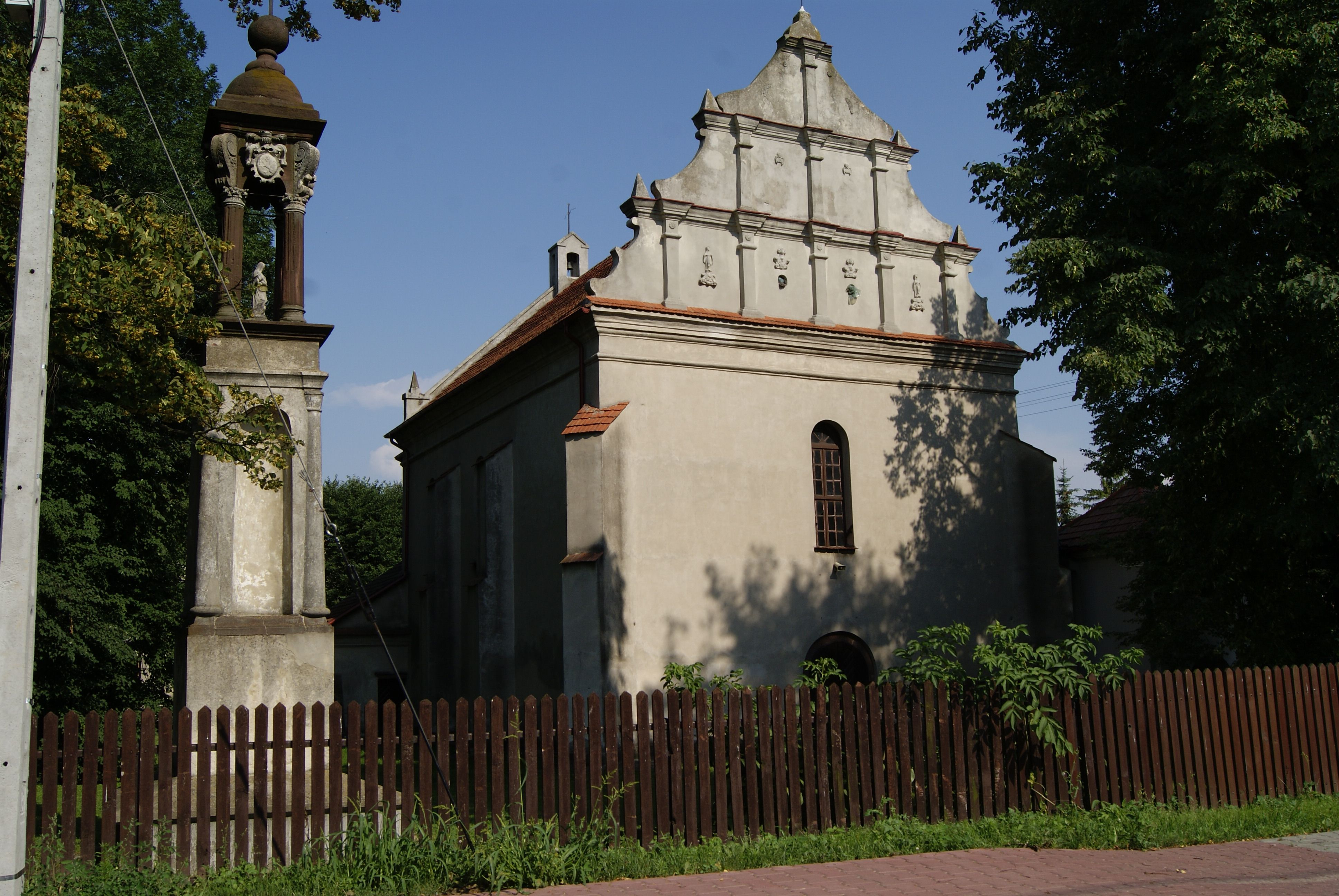
Kościół Św. Ducha w Markuszowie

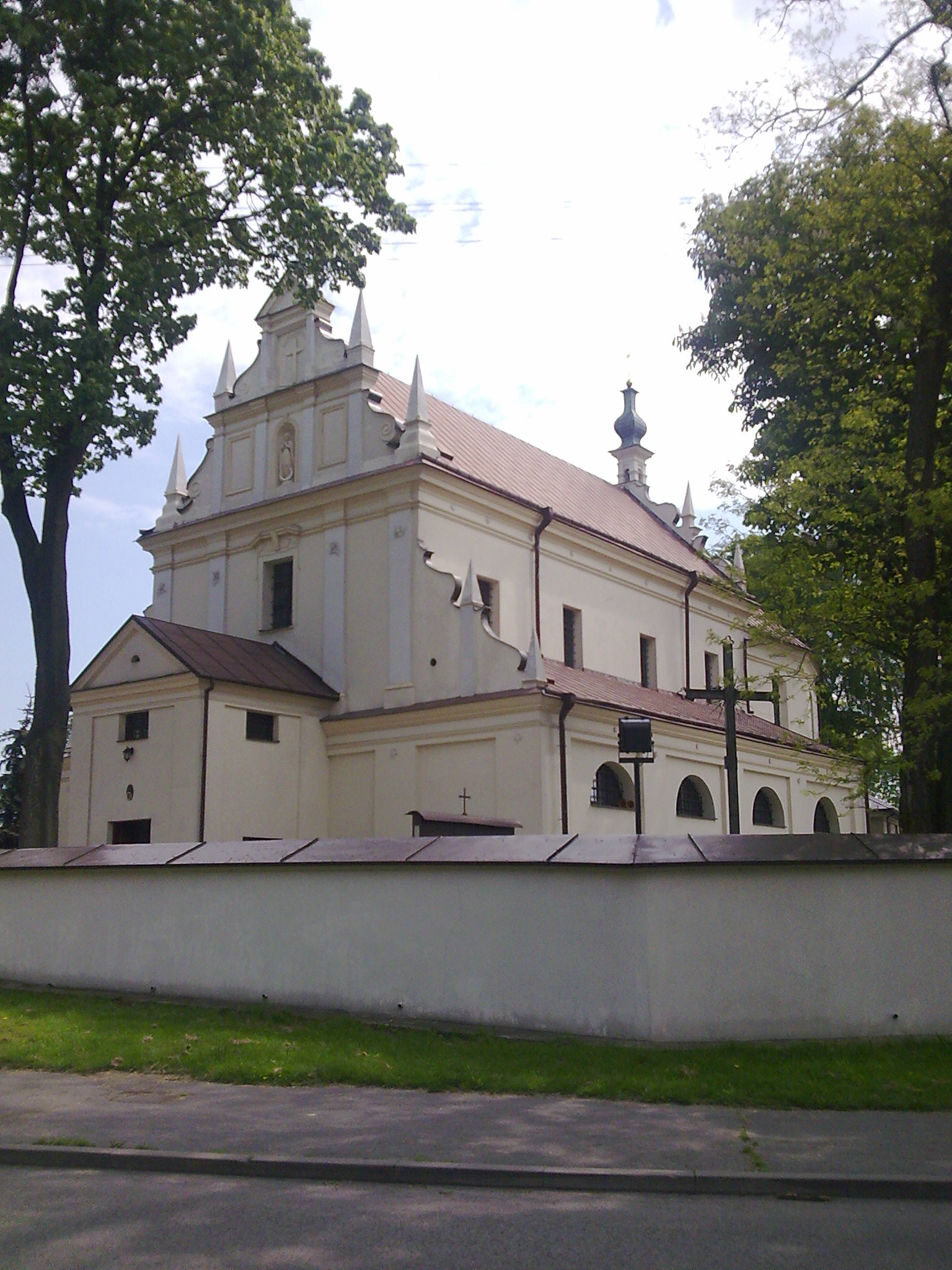
Kościół w Kurowie

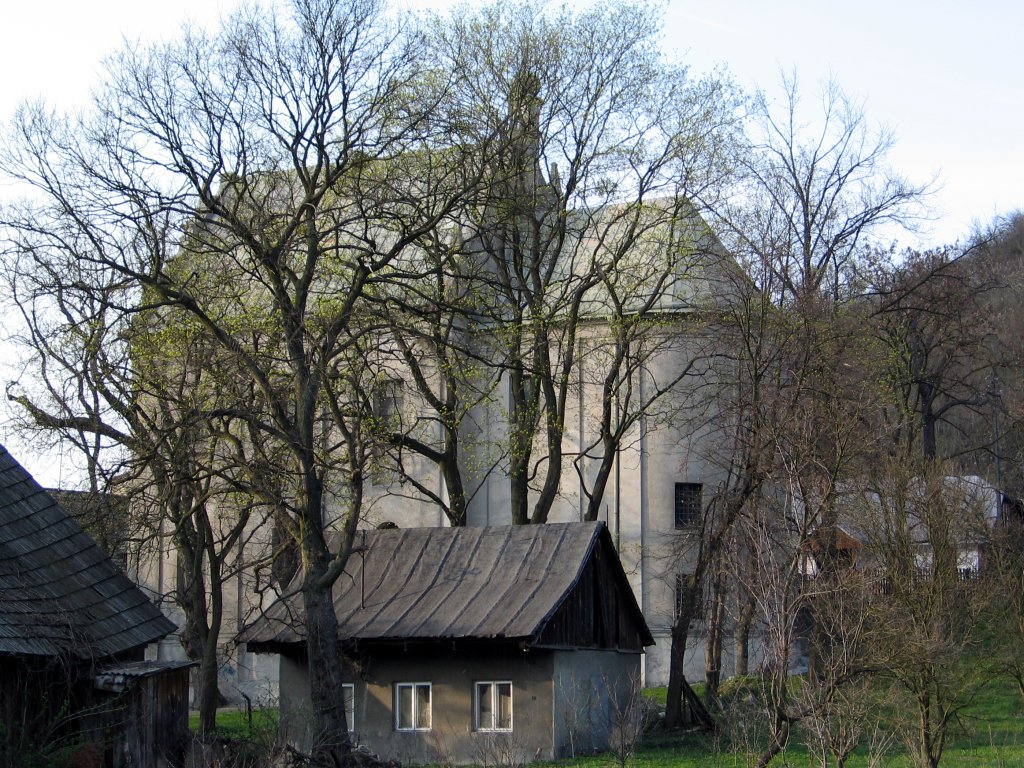
Kościół św. Anny w Kazimierzu Dln.

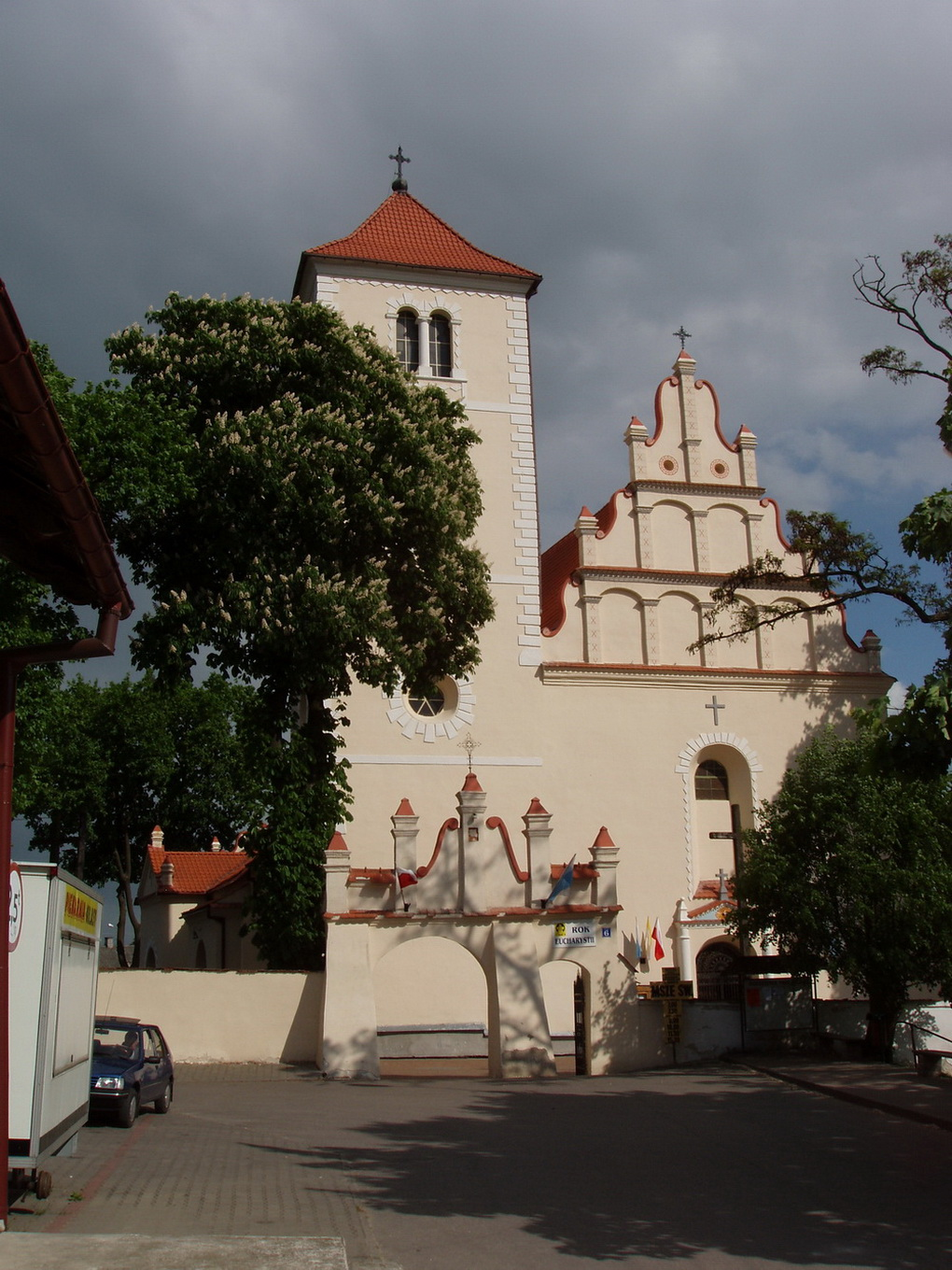
Kościół w Janowcu

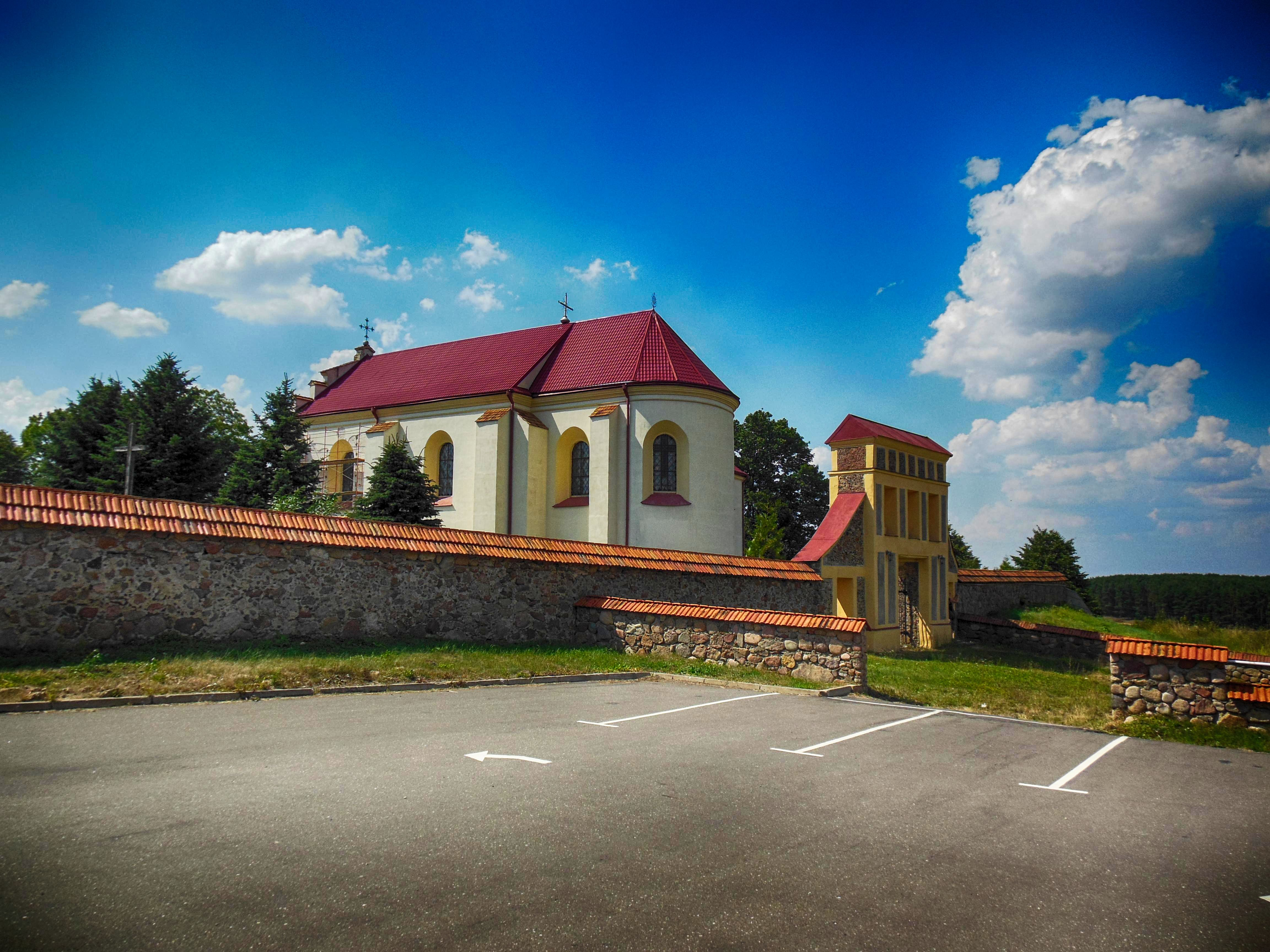
Kościół w Krzemienicy

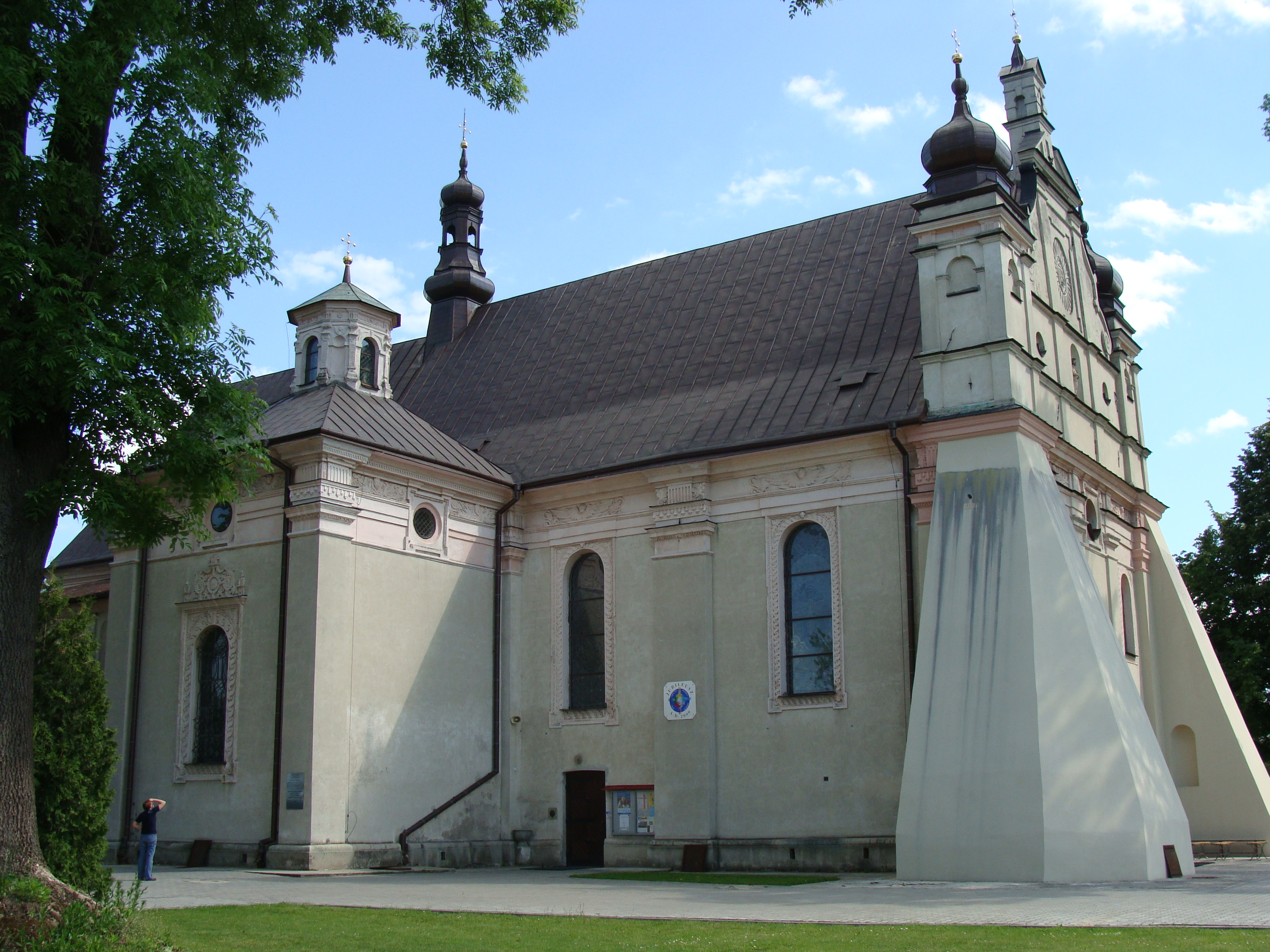
Turobin, kościół św. Dominika

Renesans lubelski, typ lubelski – nurt architektoniczny reprezentatywny dla lubelskich budowli sakralnych z 1 poł. XVII wieku, silnie inspirowany architekturą włoską, zbliżony stylistycznie również do innych nurtów obecnych w sztuce Europy Środkowej.
Typowe przykłady renesansu lubelskiego w architekturze charakteryzują się prostym planem, fasadą pozbawioną wieży, węższym od nawy i zakończonym półkoliście prezbiterium, wysmukłością i lekkością bryły, częste stosowanie szkarp, bogactwem detali architektonicznych, głównie listwowych dekoracji sztukatorskich, tworzonych (w przeciwieństwie do tradycyjnych stiuków) bezpośrednio w zaprawie murarskiej, z dodatkiem silnych środków wiążących. 
Termin "renesans lubelski" został wprowadzony do historii sztuki w 1 poł. XX wieku. Budowle tego typu jako pierwszy wyodrębnił i opisał w literaturze naukowej Władysław Tatarkiewicz (O pewnej grupie kościołów polskich z początku XVII wieku, 1926 oraz Typ lubelski i typ kaliski w architekturze XVII wieku, 1966). W okresie powojennej ideologizacji historii sztuki, renesans lubelski został wykreowany na styl narodowy. Przedstawiano go jako polski wkład w dziedzictwo artystyczne nowożytnej Europy.

## Lubelszczyzna
Według badaczy typ renesansu lubelskiego wykształcił się prawie jednocześnie w trzech ośrodkach regionu - w Zamościu, w Kazimierzu Dolnym oraz w Lublinie.
Po raz pierwszy charakterystyczną dla stylu geometryczną dekorację kasetonową zastosował Bernardo Morando na sklepieniu prezbiterium kolegiaty św. Tomasza w Zamościu. Kościół, którego budowę rozpoczęto w 1587 roku, charakteryzował się także kolebkowym sklepieniem z lunetami i nawiązywał do klasycznych północnowłoskich rozwiązań przestrzennych. W okresie późniejszym muratorami miejscowych kościołów zaliczanych do typu lubelskiego byli też Jan Wolff i Jan Jaroszewicz. Cechy renesansu lubelskiego zachowała także zamojska cerkiew grecko-ruska pw. św. Mikołaja (1618-1631) oraz kościół ormiański (1625-1644).
Najlepszym przykładem budowli sakralnej w typie lubelskim jest Kościół farny św. Jana Chrzciciela i św. Bartłomieja w Kazimierzu Dolnym, przebudowany w latach 1610-1613 przez architekta Jakuba Balina. Charakterystyczny szczyt fasady tego kościoła został powielony także w stojących nad Wisłą spichlerzach (Ulanowskich i Feuersteina). 
Renesans lubelski reprezentują także inne budowle Lubelszczyzny: kościół św. Stanisława Biskupa i św. Małgorzaty w Janowcu, kościół pw. św. Ducha w Markuszowie, kościół szpitalny pw. św. Anny w Końskowoli oraz kościoły w Szczebrzeszynie (kościół św. Katarzyny), Uchaniach (kościół pw. Wniebowzięcia Najświętszej Marii Panny) i Turobinie (kościół pw. św. Dominika).

## Lublin
Pożary niszczące Lublin (m.in. w 1575 roku), a także ruch budowlany przełomu XVI i XVII wieku, w którym udział brali liczni muratorzy pochodzenia włoskiego, wpłynął na jednolity charakter zabudowy miasta. 
Nowy kształt otrzymały istniejące już wówczas kościoły dominikanów (Bazylika św. Stanisława Biskupa Męczennika w Lublinie z dobudowaną w 1630 r. wspaniałą kaplicą Firlejów) i bernardynów (Kościół Nawrócenia św. Pawła w Lublinie), a także Kościół Matki Bożej Zwycięskiej w Lublinie oraz Kościół Świętego Ducha w Lublinie. Zniszczony w pożarze dach kościoła farnego św. Michała zastąpiono nowym, z charakterystycznym kilkustrefowym szczytem. 
Cechy renesansu lubelskiego wykazywały także inne, powstałe w początkach XVII wieku, kościoły i klasztory usytuowane poza obszarem Starego Miasta, na przykład kościół oo. Jezuitów (obecna katedra), kościół św. Agnieszki, kościół św. Józefa, czy wybudowany przy klasztorze karmelitanek bosych kościół pw. Niepokalanego Poczęcia Najświętszej Marii Panny.

## Oddziaływanie
Kościoły z elementami charakterystycznymi dla renesansu lubelskiego spotkać można także poza granicami regionu lubelskiego. Władysław Tatarkiewicz cechy typu lubelskiego przypisywał m.in. refektarzowi u oo. Paulinów na Jasnej Górze, czy jednej z kaplic Kalwarii w Wejherowie. Odnalazł je także w kościele św. Michała w Wilnie oraz w kościołach w Grodnie, Złoczowie i Żółkwi. Typ ten prezentuje także kościół w Krzemienicy koło Wołkowyska.

## Szlak i Rok Renesansu Lubelskiego

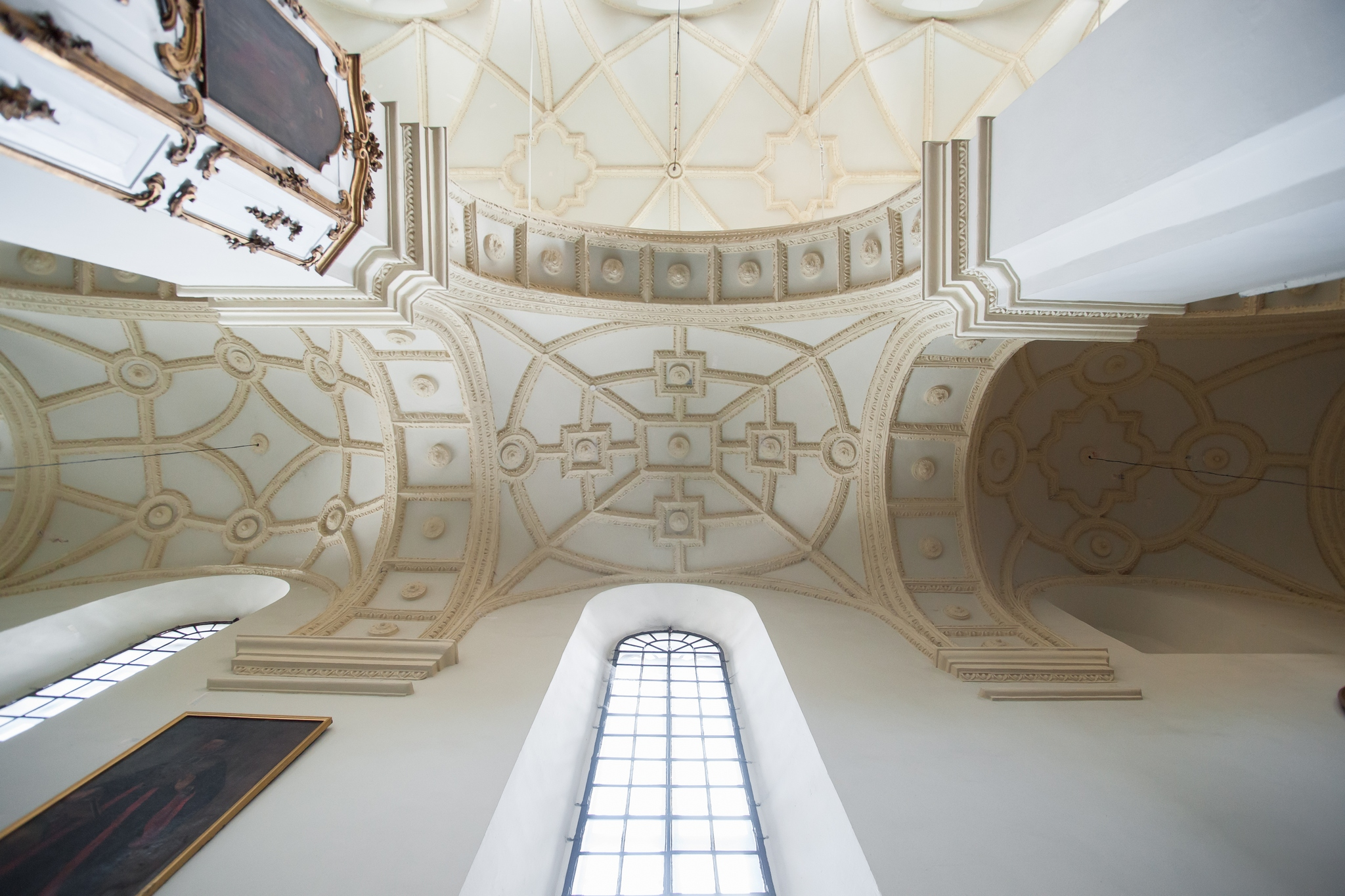
Kościół Bernardynów w Lublinie

W maju 2013 Lubelska Regionalna Organizacja Turystyczna utworzyła obejmujący kilkadziesiąt obiektów Szlak Renesansu Lubelskiego. Na jego trasie przechodzącej przez sześć powiatów województwa lubelskiego, znajduje się 11 kościołów z terenu Lublina (Kościół pw. Św. Ducha, Kościół pw. Nawrócenia św. Pawła, Kościół oo. dominikanów pw. św. Stanisława BM, Kościół pw. Wniebowzięcia NMP Zwycięskiej, Kościół pw. Niepokalanego Poczęcia NMP, Kościół pw. Św. Józefa Oblubieńca NMP, Kościół pw. św. Mikołaja, Kościół pw. św. Agnieszki, Kościół pw. Matki Bożej Wspomożenia Wiernych, Kościół pw. św. Wojciecha oraz cerkiew prawosławna pw. Przemienienia Pańskiego), a także dwa kościoły w Kazimierzu Dolnym (pw. Jana Chrzciciela i Bartłomieja Biskupa oraz pw. św. Anny) oraz kilkanaście innych budowli sakralnych (Kościół pw. św. Jana Chrzciciela w Dysie, Kościół pw. Narodzenia NMP i św. Sebastiana w Krasieninie, Kościół pw. św.  Ducha w Markuszowie, Kościół pw. Nawrócenia św. Pawła w Bełżycach, Kościół pw. św. Wawrzyńca w Czerniejowie, Kościół pw. św. Marii Magdaleny w Łęcznej, Kościół pw. Narodzenia NMP i św. Michała Archanioła w Kurowie, Kościół pw. św. Anny w Końskowoli, Kościół pw. św. Stanisława BM i św. Małgorzaty w Janowcu, Kościół pw. Św. Jana Chrzciciela w Wilkołazie, Kościół pw. św. Floriana i św. Urszuli w Wilkowie). Oprócz wymienionych obiektów na szlaku znajdują się również budowle o charakterze świeckim: spichlerze w Kazimierzu Dolnym oraz pałac w Gardzienicach (obecnie siedziba Ośrodka Praktyk Teatralnych "Gardzienice"). 
W roku 2013 Lubelska Regionalna Organizacja Turystyczna zainicjowała również projekt pt. "Rok Renesansu Lubelskiego". W jego ramach zorganizowano wiele wydarzeń kulturalnych i edukacyjnych (głównie wystaw i wykładów), które miały zwrócić uwagę turystów i mieszkańców regionu na to niepowtarzalne w skali kraju dziedzictwo architektoniczne Polski Wschodniej.

## Przykłady renesansu lubelskiego[6]
- Kościół Świętego Ducha w Lublinie
- Kościół Nawrócenia św. Pawła w Lublinie
- Kościół Matki Bożej Zwycięskiej w Lublinie
- Kościół rektoralny Niepokalanego Poczęcia Najświętszej Maryi Panny w Lublinie
- Kościół św. Józefa w Lublinie
- Kościół św. Mikołaja na Czwartku
- Sobór Przemienienia Pańskiego w Lublinie
- Kościół św. Agnieszki w Lublinie
- Kościół Matki Bożej Wspomożenia Wiernych w Lublinie
- Kościół św. Wojciecha w Lublinie
- Bazylika św. Stanisława Biskupa Męczennika w Lublinie
- Kościół pw. św. Jana Chrzciciela w Dysie
- Kościół pw. Narodzenia NMP i św. Sebastiana w Krasieninie
- Kościół św. Ducha w Markuszowie
- Kościół Narodzenia Najświętszej Maryi Panny i św. Michała Archanioła w Kurowie
- Kościół św. Anny w Końskowoli
- Kościół św. Stanisława Biskupa i św. Małgorzaty w Janowcu
- Kościół farny św. Jana Chrzciciela i św. Bartłomieja w Kazimierzu Dolnym
- Kościół św. Anny w Kazimierzu Dolnym
- Spichlerze w Kazimierzu Dolnym
- Kościół św. Floriana i św. Urszuli w Wilkowie
- Kościół Nawrócenia św. Pawła Apostoła w Bełżycach
- Kościół pw. św. Wawrzyńca w Czerniejowie
- Kościół św. Marii Magdaleny w Łęcznej
- Kościół św. Jana Chrzciciela w Wilkołazie
- Kościół Znalezienia Krzyża Świętego w Grodnie[7]
- Kościół Trójcy Świętej w Radzyniu Podlaskim
- Kościół w Krzemienicy koło Wołkowyska
- Kościół Świętej Trójcy w Czernawczycach
- Kościół św. Stanisława w Modliborzycach
- Kościół św. Dominika w Turobinie

## Galeria (przykłady z Lublina)

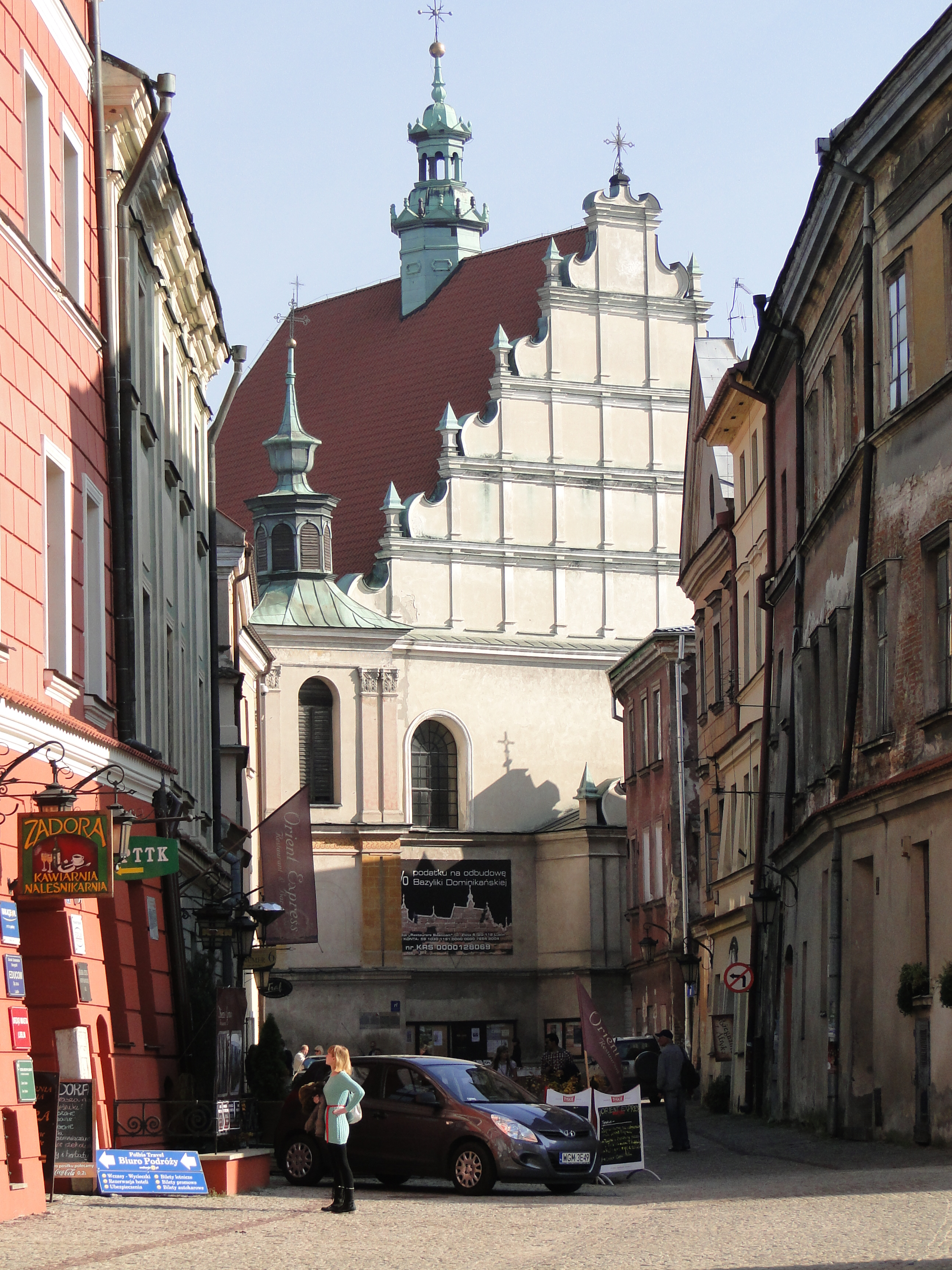
Kościół św. Stanisława
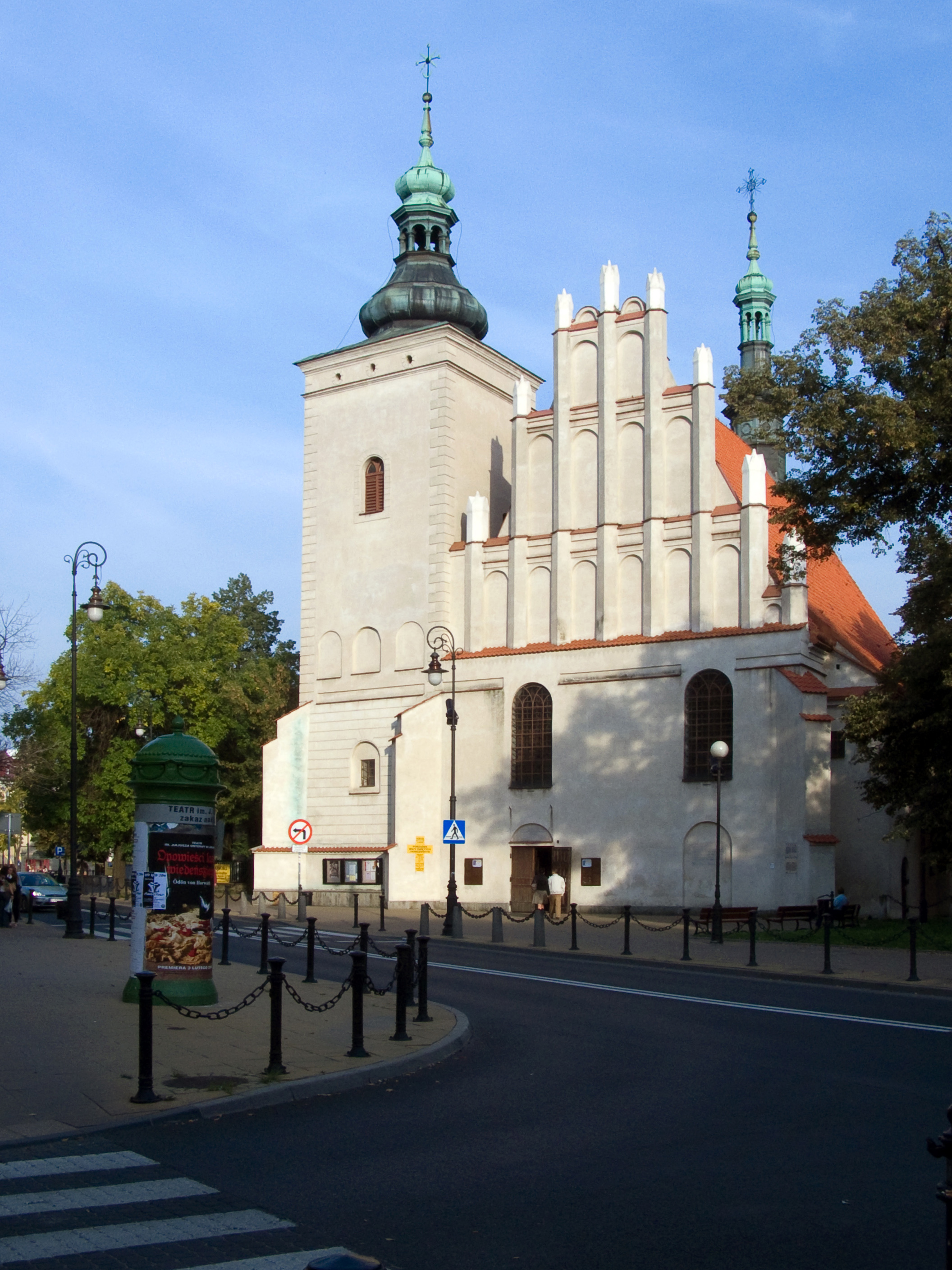
Kościół Matki Bożej Zwycięskiej
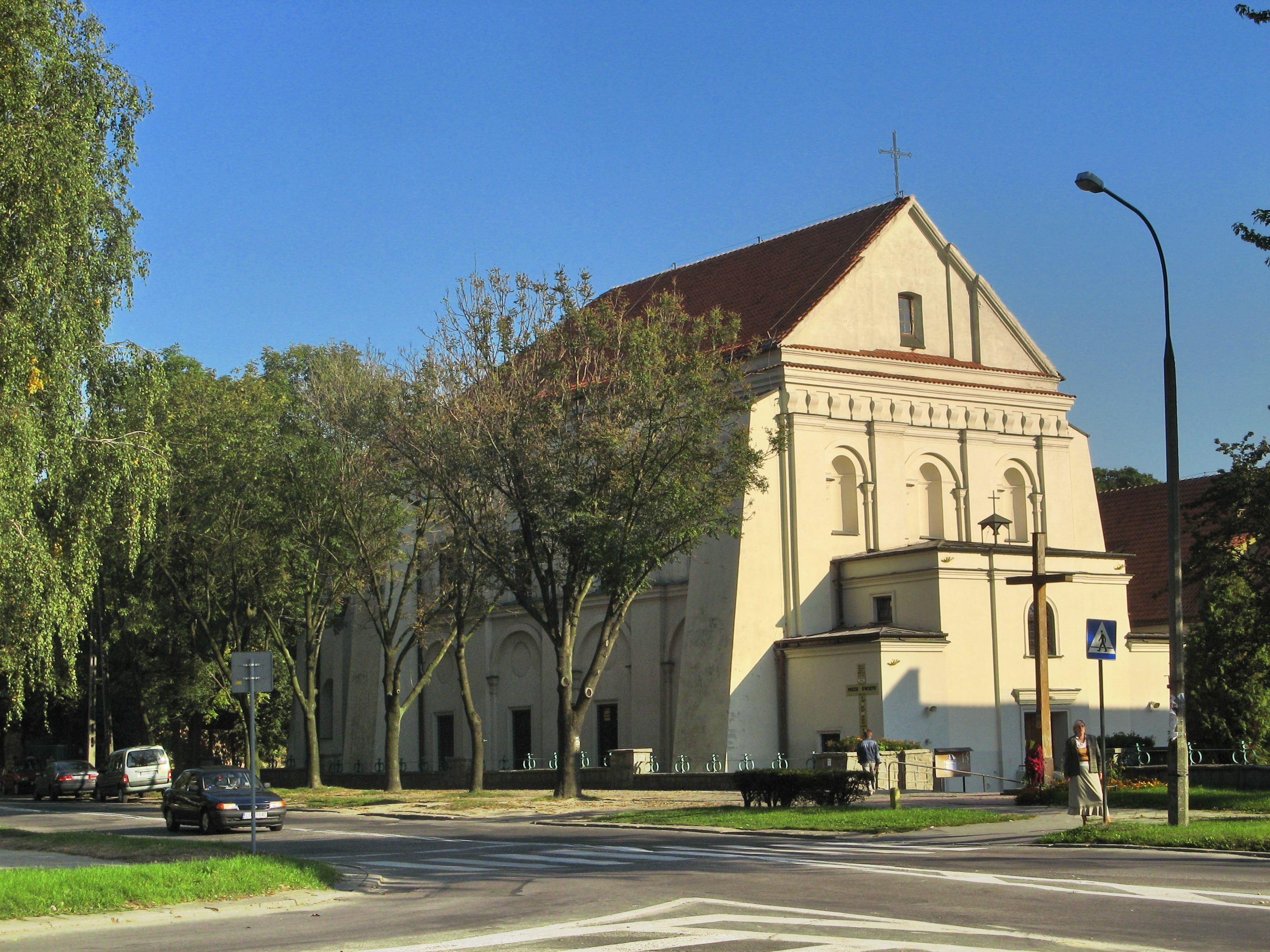
Kościół franciszkanów
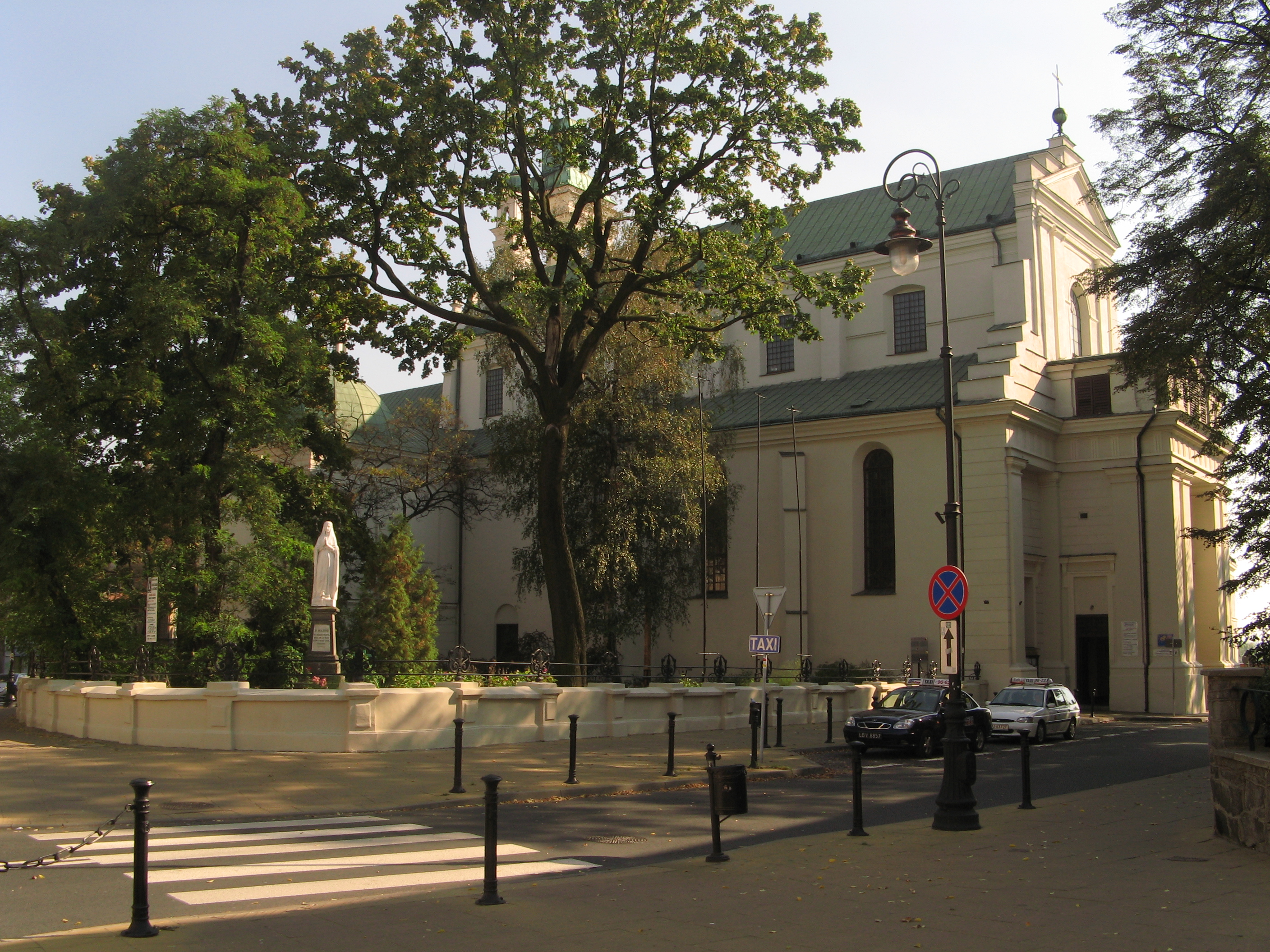
Kościół bernardynów
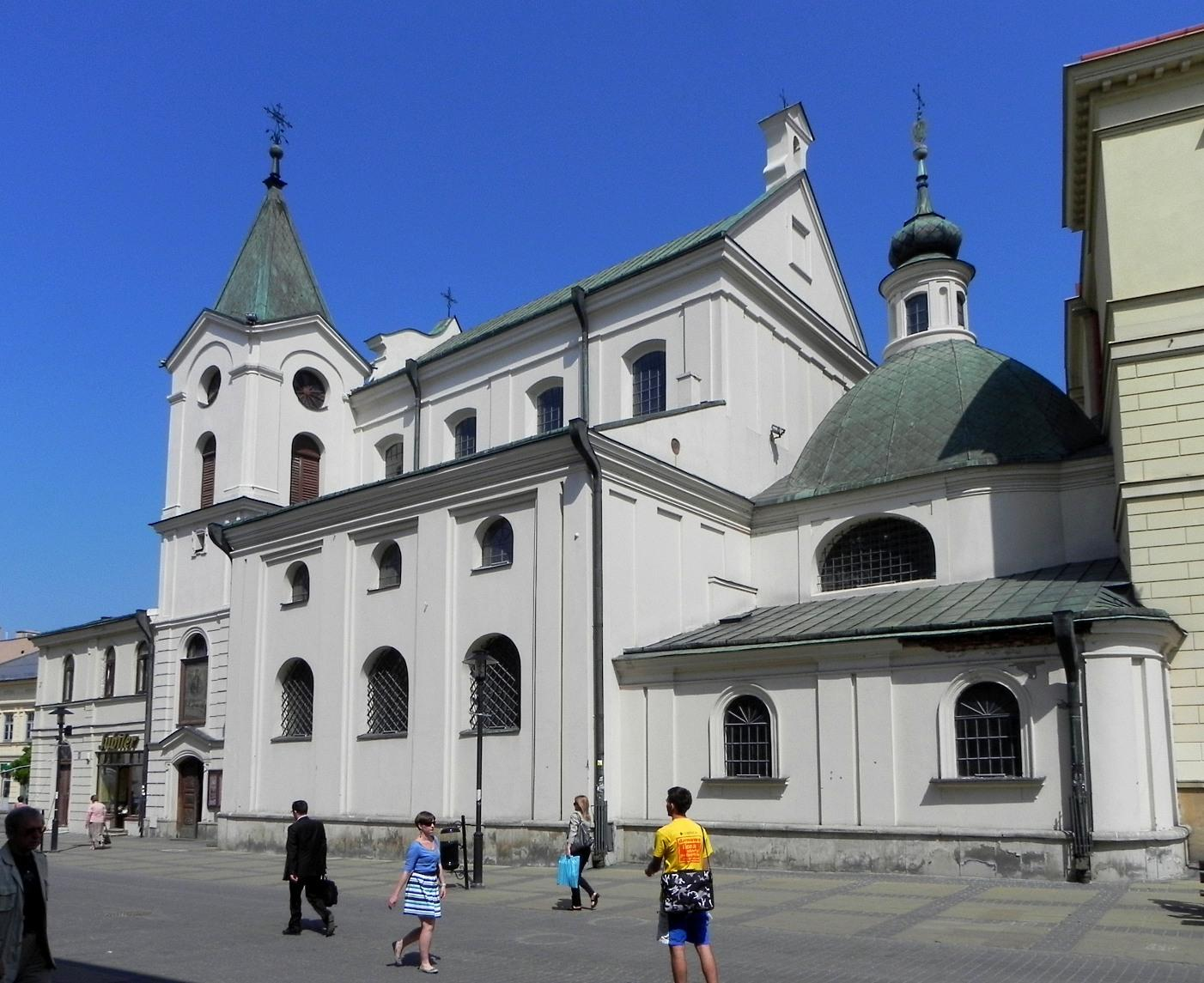
Kościół św. Ducha
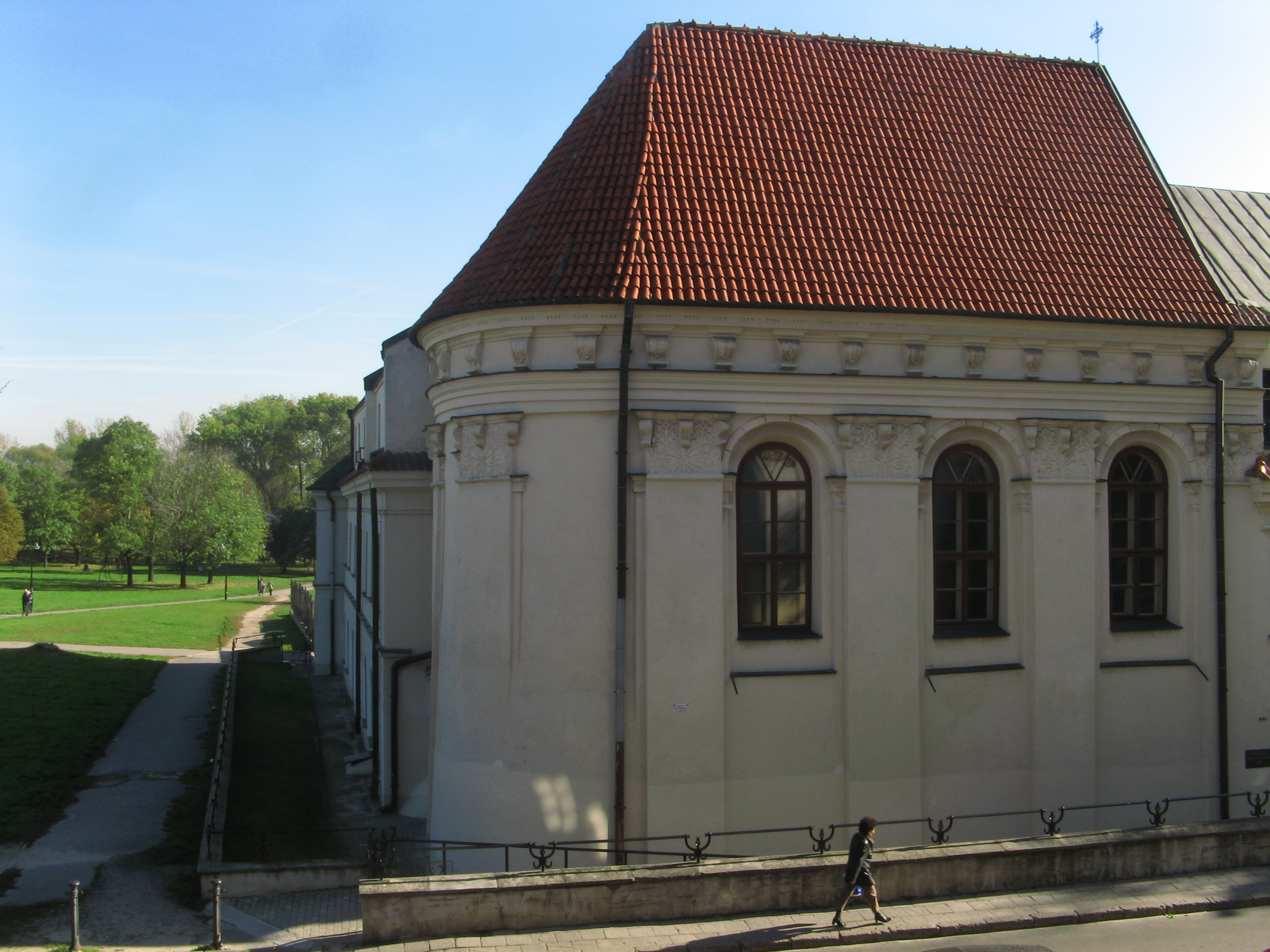
Kościół św. Wojciecha
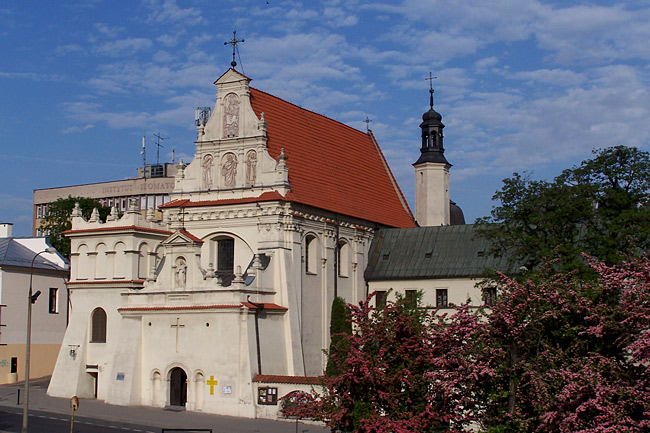
Kościół św. Józefa